# Запажье (Калужская область)
Запа́жье, изначально с 16 века Афана́сьевский пого́ст — населённый пункт (погост, затем село) Оболенского, затем Малоярославецкого уезда. В разное время назывался Афанасьевский погост, Офанасей Великий, село Запажье.
До наших дней сохранилось кладбище.
При погосте стояли церкви — деревянная Афанасия Александрийского (Великого), деревянная Живоначальной Троицы, каменная Живоначальной троицы. Последняя была разрушена в 1941 году после попадания авиационной бомбы.  Кирпичная церковь построена в духе традиционного зодчества, трапезная и колокольня перестроены во 2-й половине  XIX века Двусветный пятиглавый четверик с двухпридельной трапезной (один из приделов — Афанасьевский) и колокольней под каркасным шатром. Закрыта не позже 1930-х годов. 
Здание церковно-приходской школы, постройки начала XX века, школа закрыта в 2007 году.
Погост стоит на берегу реки Паж, притоке Протвы, рядом — деревни Марьино и село Овчинино.
Принадлежал князю Ивану Васильевичу Немому Телепневу-Оболенскому, Троице-Сергиевому монастырю, князю Борису Александру Репнину, графам Орловым, Коллегии экономии.

## История
Вблизи села Запажье были в XIX веке найдены курганы вятичей.
В первоначальном значении, с XVI века, погост это «стан волостелин», то есть резиденция волостеля — представителя царя или великого князя в стане или волости. Постепенно погост становился обычным селом с представителем вотчинной администрации, приходской церковью и кладбищем, центром объединяющим несколько населенных пунктов, которые также назывались погостом.
Погост Афанасия Великого упомянут к селу Марьинскому в составе вотчины княгини Марии Фёдоровне Плещеевой-Оболенской. Мария Фёдоровна была женой князя Иван Васильевича Немого Телепнева-Оболенского. По приказу мужа, Мария в 1559/1560 годах дала в Троице-Сергиев монастырь вотчину его в Оболенске в Серпуховском уезде село Новое Запажье на реке Поротве с деревнями Столбово, Даниловское, Тяпкино, Червовская и прочая (всего 48 деревень). Среди них было село Марьинское и погост Афанасьевский.В 1620-х Новое Запажье(в 1697 году Овичинино) называлось вкладом вдовы князя Ивана Васильевича Оболенского.
После 1570 года, когда село Марьинское запустело, повторное заселение началось именно с Афанасьевского погоста. В «Писцовыя книги Ортемия Колтовскаго и подъячаго Шестака Потапова вотчинам Троице-Сергиева монастыря в разных уездах 1593—1594 гг.(с дополнениями 1598 года)» упомянуты: село Пажа, погост, что было село Марьинское, деревня Марьино, деревня Каншино, деревня Нестеровское, деревня Тимохино, деревня Денгино, деревня Василчиново, деревня Семеновская, деревня Тяпкино, деревня Червево, деревня Кузнецово, деревня Охматово, деревня Детково, деревня Зыбалово, деревня Михеево, деревня Луканино, деревня Любанова.
В 1614 году составляется дозорная книга вотчины Троице-Сергиевского монастыря села Пажи (Запажья тож) Фёдора Семёновича Вельяминова и подьячего Алексея Михаловича. 
В 1627—1629 годах недалеко от современной деревни Марьино в «Книге писцовой и межевой письма и меры Федора Шушерина да подьячего Ивана Максимова 7135(1627), 7136(1628), 7137(1629) годов» обозначен погост «Афанасьевский(Офонасьевский, Офонасей Великий), что было село Марьинское». При нём церковь «Афанасия Александрийского на погосте, что было село Марьинское»
В начале 1640-х Троице-Сергиев монастырь передал село Пажа (Запажье тож) на выкуп князю Борис Алексадровичу Репнину.
При Екатерине II сопредельная с Запажьем Овчининская волость  становится царской.
В 1782 году погост Афанасьевский и деревянная церковь Афанасия Великого при селе Овчинино Малоярославецкого уезда во владении Коллегии экономии, был передан коллегии графами братьями Орловыми.
В 1785 году это место числится как погост Афанасьевский. 
Упоминается, что в село Запажье 18 июня 1810 года прибыл уездный землемер Карпов для отмежевания участка, принадлежавшего сельской Троицкой церкви. Священник Василий Григорьев задержался в церкви и не сразу вышел навстречу землемеру, за что тот и набросился на него с ожесточением.
В 1817 году строится каменная церковь Троицы Живоначальной, в народе называемой старым именем погоста — Афанасия Святого.
В 1854-м году прихожане села Запажья были государственными крестьянами Новослободской волости, но прежде они принадлежали помещикам Репниным.
Жители Запажья отличались  характерным полесско-белорусским говором, нетипичным для востока Калужской губернии.  Их, как и жителей соседней Дадаровки, считали  потомками литовцев (литвой), которые якобы остались в России. 
В 1859 года  в описи населенных мест значится как село Запажье при речке Паж, небольшое, в 6 дворов и общим населением 35 человек
На карте 1863 года обозначено как село Афанасьево.
В 1867 год создано приходское попечительство, имеющее в распоряжении сарай для кирпича, который сдавался в аренду, а деньги передавались комитету по перестройке храма.
С 1890 года в Запажье жила мать маршала Г. К. Жукова — Устинья. Здесь родился её незаконнорождённый сын Георгий — тёзка будущего маршала, умерший в 2 года.
В 1892 году псаломщик Смирнов Михаил Иванович по прошению переведён к Троицкой церкви села Запажье Малоярославецкого уезда